# 韩家园水库
韩家园水库，又称龙凤湖，位于中华人民共和国河北省石家庄市鹿泉区山尹村镇韩家园村西，是封龙河干流上游的一座小（1）型水库。水库工程于1958年开工，1978年扩建，1985年进行了除险加固。水库总库容410万立方米。主坝为均质土坝，最大坝高24米，坝顶长500米，坝宽5米，坝址以上集水面积9平方千米。水库主要功能是防洪、灌溉和旅游。水库距石家庄市区15千米，是石家庄周边重要的休闲度假场所。